# باربارا استافاچر سولومون
باربارا استافاچر سولومون (انگلیسی: Barbara Stauffacher Solomon؛ زادهٔ دسامبر ۱۹۲۸ (۹۶ سال)) نقاش، معمار، طراح گرافیک و معمار منظر اهل ایالات متحده آمریکا است.